# Spanish River (Kanada)
Spanish River – rzeka w Kanadzie, na północy prowincji Ontario. Jej źródła znajdują się w jeziorach Biscotasi (zachodnia odnoga) i Duke Lake (wschodnia odnoga). Płynie na południe i ostatecznie wpada w okolicach miasta Spanish do zatoki Georgian Bay, stanowiącej część jeziora Huron. Rzeka w większości przepływa przez dystrykt Sudbury, ale na niewielkim odcinku przepływa również przez miasto Greater Sudbury. Jej najważniejszymi dopływami są rzeki Aux Sables i Vermilion.
Nazwa rzeki Spanish River (ang. Hiszpańska Rzeka) oraz nazwy pobliskich miast Espanola i Spanish związane są z przekazami francuskich odkrywców i jezuitów, którzy mieli w tych okolicach spotykać Odżibwejów mówiących po hiszpańsku, prawdopodobnie dzięki białej kobiecie schwytanej w hiszpańskich koloniach.